# Editorial Dólar
Editorial Dólar fue una editorial española, ubicada en Madrid, que desde 1958 hasta principios de la década de los setenta del siglo pasado se especializó en traducciones de tiras de prensa estadounidense.

## Trayectoria editorial
Entre 1964 y 1965 intentó competir con la mexicana Novaro, reproduciendo su formato afín al comic book en las colecciones Comic Boy y Danger Man, pero sin mucho éxito. Editorial DOLAR comenzó con la publicación "Héroes Modernos" en 1958, que tenía dos series Flash Gordon y El Hombre Enmascarado. Eran de peor calidad que los mexicanos de Novaro, en formato alargado grapado, impresión en B/N no muy cuidada y mala traducción. Posteriormente incorporó más personajes como El Príncipe Valiente y Rip Kirby. Los cuadernos valían 3 pts., pasando a 4 pts. finalmente. Trató luego de pasar estas colecciones al formato de libro pequeño horizontal, pero el resultado fue penoso pues las viñetas eran muy pequeñas. Fue una forma barata de conocer aquellos personajes pero la calidad de los originales se perdió. Hoy cotizan a altos precios las colecciones completas originales.

## Colecciones de tebeos
| Título       | Año  | Guionista | Dibujante | Ejemplares | Tamaño  | Precio facial en pesetas |
| ------------ | ---- | --------- | --------- | ---------- | ------- | ------------------------ |
| Big Ben Bolt | 1959 |           | J. Cullen | 32?        | 19 x 14 |                          |
|              |      |           |           |            |         |                          |